# Viviana Dominkó
Viviana Dominkó (ur. 3 października 1982) – argentyńska siatkarka, reprezentantka kraju grająca jako rozgrywająca. Obecnie występuje w drużynie Banfield Buenos Aires.